# Simfonia (òpera)
La simfonia és una de les formes instrumentals amb què pot començar una òpera, abans d'aixecar el teló. En comparació amb el preludi i l'obertura a la francesa, té una estructura més ben definida.